# Stig Lindberg (gångare)
Stig Erik Lindberg, född 3 juli 1931 i Malung, död 11 oktober 2010 i Malungsfors, var en svensk gångare. Han tävlade för Äppelbo AIK.
Lindberg tävlade för Sverige vid olympiska sommarspelen 1968 i Mexico City, där han slutade på 5:e plats i herrarnas 50 kilometer gång och på 15:e plats på 20 kilometer gång.
Vid Europamästerskapen i friidrott 1966 i Budapest slutade Lindberg på 16:e plats på 50 kilometer gång och vid Europamästerskapen i friidrott 1969 i Aten slutade han på 12:e plats på 50 kilometer gång. Lindberg tävlade även i IAAF World Race Walking Cup fyra gånger: 1963 (15:e plats på 50 km), 1965 (9:e plats på 50 km), 1967 (7:e plats på 50 km) och 1970 (20:e plats på 50 km). Vid Nordiska mästerskapet i gång tog Lindberg två silver på 50 km gång; 1965 och 1967.
Han fick 1965 motta hederstecken av Svenska Gång- och Vandrarförbundet.